# Дејан Бодирога
Дејан Бодирога (Зрењанин, 2. март 1973) српски је кошаркашки функционер и бивши кошаркаш. Тренутно је председник организације Euroleague Basketball, телом који управља истоименим кошаркашким такмичењем.
Многи љубитељи кошарке га сматрају најбољим играчем који никада није играо у НБА лиги. Са репрезентацијом СР Југославије освојио је сребро на Олимпијским играма 1996., два Светска првенства и три Европска првенства. Уз Дејана Томашевића представља најтрофејнијег кошаркаша у репрезентацији након распада СФР Југославије. Проглашен је најкориснијим играчем Светског првенства 1998. Два пута је био добитник златне значке Спорта, награде за најбољег спортисту у СР Југославији. Дејан Бодирога, због лидерства, кошаркашке интелигенције и способности важио је за играча који игра на свим позицијама.
Члан је хуманитарне организације Група 7. Од септембра 2022. обавља функцију председника кошаркашке Евролиге.

## Биографија

### Младост
Дејан Бодирога је рођен 2. марта 1973. године у породици Васе и Милке Бодироге у Клеку, Зрењанин. У почетку је тренирао фудбал, а кошарком је почео да се бави са 13 година у кошаркашком клубу Машинац (Серво Михаљ) под надзором тренера Радета Првулова. У први тим Машинца га је са 15 година увео Миодраг Николић, бивши кошаркаш ОКК Београда и југословенски репрезентативац.

### Задар
Бодирогина професионална каријера је започела када га је, са 17 година, приметио Крешимир Ћосић на кампу у Пули. Ћосић је убедио Бодирогину породицу да дозволе њиховом сину да 1989. године пређе у КК Задар. За Задар није могао да игра прве сезоне због нерешеног статуса са Војводином, са којом је наводно потписао уговор. У Задру је тренирао два пута дневно под палицом Јосипа Грдовића, тренера јуниорског тима. Режим тренинга се састојао од јутарњег трочасовног (од 7 до 10) и четворочасовног вечерњег тренинга (од 8 увече до поноћи). У то време се први пут појавио у млађим селекцијама Југославије. Био је најмлађи играч јуниорске репрезентације која је освојила пето место на Европском првенству у Хронингену, у Холандији. Овде је због година мало играо, али је на Светском јуниорском првенству 1991. године у Едмонтону био најкориснији играч првенства. Југославија је у утакмици за треће место поражена од Аргентине. Бодирога је 4. јула исте године дебитовао у поразу сениорске репрезентације од Шпаније на Медитеранским играма у Атини.
Бодирогина каријера у Задру је дошла до преурањеног краја када је избио рат у Хрватској. Живот у Задру је постојао неповољан за Бодирогу, па је његов ментор Ћосић (који је у то време тренирао АЕК) организовао пробе у АЕК-у и Олимпијакосу. Оба клуба су нудила Бодироги уговор под условом да узме грчко држављанство, али је Бодирога одбио. Ћосић је онда проценио да је за њега најбоља средина Трст, чији је кошаркашки тим, у ком су радили Богдан Тањевић и Александар Николић и ког је финансијски подржавао Стефанел, ушао у прву лигу.

### Трст
Бодирога није могао да игра у почетку за Стефанел, јер су места за странце попунили Лери Мидлтон и Силвестер Греј. Спортски лист Газета дело спорт га је крајем 1992. године сврстао на 15. место листе најбољих играча Европе, заједно са Словенцем Јуријем Здовцем.
Већ у својој првој професионалној сезони имао је просек од 21,2 поена. Прву бриљантну партију одиграо је 10. јануара 1993. године када је у мечу против Бенетона 93:77 постигао 32 поена. Стефанел је у Трсту, 1. марта 1993. године, савладао екипу Панасоника са 90:89, а он је постигао 59 поена. Бодирога је предводио Трст до доигравања из ког их је избацио Канту.
Дејан Бодирога је имао још једну одличну сезону у Трсту, а овог пута је Трст стигао до полуфинала у ком их је са 3-0 савладао Скаволини из Пезара предвођен Карлтоном Мајерсом. Крајем 1993. године, на Божићном турниру у Мадриду, проглашен је за најбољег играча, а Стефанел је заузео треће место. Реалу је дао 31 поен, репрезентацији Бразила и Естудијантесу по 21. Трст је стигао и до финала Купа Радивоја Кораћа у коме је поражен од солунског ПАОК-а у коме су играли Зоран Савић, Волтер Бери и Бранислав Прелевић. Са овим се завршава Бодирогина каријера у граду Трст, пошто је екипа изгубила подршку Стефанела, који је постао спонзор Олимпије, због чега су тренер Тањевић и већина играча Трста (Грегор Фучка, Алесандро Де Пол, Фернандо Ђентиле) прешли у Милано.

### Олимпија Милано
Сезона 1994/1995 је ишла добро по Бодирогу. Олимпија је у европским такмичењима стигла до финала Купа Радивоја Кораћа, у ком их је савладала берлинска Алба Светислава Пешића, који ће играти велику улогу у каснијој Бодирогиној каријери. У првенству Италије тим је стигао до полуфинала, у ком су поражени 3:2 од каснијег шампиона Баклера, за који је тада играо Предраг Даниловић.
У лето 1995. године Бодирога са репрезентацијом осваја Европско првенство у кошарци 1995. у Атини у једном од најузбудљивијих финала у историји европских првенстава против Литваније, за коју су играли Шарунас Марчуљонис, Арвидас Сабонис и Римас Куртинаитис. Истог лета Бодирогу су на драфту одабрали Сакраменто Кингси као 51. пика у другој рунди.
Следеће сезоне Олимпија је освојила Куп Италије, али је опет пут поражена у финалу Купа Радивоја Кораћа од турског Ефес Пилсена. У првенству Италије Бодирога је постизао просечно 23,3 поена на 32 утакмице и довео тим до доигравања. У полуфиналу су се реванширали Баклеру 3:1, а у финалу је поражен Тимсистем Саше Ђорђевића, Карлтона Мајерса и Алесандра Фрозинија.
На Олимпијским играма 1996. у Атланти Бодирога је освојио сребрну медаљу након што је СР Југославија 30 минута мучила Тим снова за који су играли Шакил О’Нил, Чарлс Баркли, Скоти Пипен, Хаким Олајџувон, Дејвид Робинсон и други.

### Реал Мадрид
Бодирога је у лето 1996. године прешао у мадридски Реал који је тада тренирао Жељко Обрадовић за милион долара по сезони. Са Реалом је стигао до финала доигравања, али је Реал изгубио у петој утакмици од свог вечитог ривала Барселоне, за који су играли Ђорђевић и Артурас Карнишовас. Реал је морао да се задовољи освајањем европског Купа победника купова.
Са репрезентацијом Бодирога је одбранио злато на Европском првенству 1997. у Барселони.
Следеће сезоне Реал је напустио Жељко Обрадовић и прешао у Бенетон. Плеј-оф се за Бодирогу завршио једну рунду раније пошто је Реал у полуфиналу испао од ТДК Манресе. Дејан Бодирога је проглашен за најкориснијег играча лиге у сезони 1997/1998.
На Светском првенству 1998. у Атини. Бодирога је освојио златну медаљу. У полуфиналној утакмици против Грчке Бодирога је играо под инјекцијама и постигао је 30 поена. У финалу је поражена Русија 64:62, Бодирога је проглашен за најкориснијег играча првенства, а крајем године за најбољег спортисту СР Југославије и најбољег кошаркаша Европе за 1998. годину.

### Панатинаикос
У лето исте године Бодирога је потписао за грчки Панатинаикос, који је те сезоне освојио национално првенство након 14 година чекања, а председник тима Павлос Јанакопулос је стварао тим који би био способан да освоји Евролига. Бодирога је био последњи део слагалице која је већ укључивала Дина Рађу, Фрагискоса Алвертиса и тренера Слободана Суботића. Панатинаикос је успео да одбрани првенство, али није успео да освоји Евролигу, али је Дејан Бодирога проглашен за најбољег играча грчког првенства.
На Европском првенству у кошарци 1999. у Француској, СР Југославија је освојила бронзану медаљу, изгубивши у полуфиналу од Италије 71:62. Бодирога је због повреда неколико играча играо плејмејкера велики део првенства.
Следеће сезоне Панатинаикос, појачан новим тренером Жељком Обрадовићем и Жељком Ребрачом је освојио првенство Грчке и Евролигу, савладавши у финалу израелски Макаби Тел Авив, док је Бодирога поново узео титулу најбољег играча грчког првенства.
На Олимпијским играма 2000. у Сиднеју је изостао успех, пошто је СР Југославија заузела шесто место.
У јуну 2001. године освојио је трећу узастопну титулу првака Грчке. У сезони 2000/01 био је и најпрецизнији играч првенства Грчке за два поена (64,2%).
Уочи Европског првенства 2001. у Истанбулу Дејан Бодирога је изабран за капитена репрезентације СР Југославије. На овом првенству је одиграо свој 100. меч за национални тим против Естоније (86:73). Репрезентација предвођена селектором Светиславом Пешићем је поново постала првак Европе, савладавши у финалу домаћина Турску са 78:69.
Следеће сезоне Панатинаикос је поново освојио Евролигу.
Највећи успех у Бодирогиној каријери је златна медаља на Светског првенства 2002. у Индијанаполису. У финалу је Аргентина водила са 74:66, два минута и 17 секунди пре краја, а Бодирога је сам донео продужетак, постигавши свих девет поена за СР Југославију последња два минута.
Те године добио је три признања за најкориснијег играча: за финале Светског првенства, за ТОП 16 Евролиге, за финални турнир Евролиге. Као најбољи играч света мимо NBA прешао је тог лета у Барселону.

### Барселона
Већ у првој сезони у Барселони, опет под палицом Светислава Пешића, је освојио троструки трофеј: првенство и куп Шпаније, као и титула првака Европе на фајнал-фору у Барселони. У року од три месеца понео је два трофеја за најкориснијег играча: на финалним турнирима Купа Краља и Евролиге.
Оженио се Иваном Медић 13. јула 2003. године. Бодирога није играо за репрезентацију те године на Европском првенству 2003. у Шведској, која је те године била шеста. Лето 2003. године је било прво лето од 1995. године да Бодирога није био у репрезентацији.
Барселона је 2004. године одбранила титулу првака Шпаније, али не и Европе. Дејан је проглашен за најбољег играча шпанске лиге и уврштен је у идеалну петорку Евролиге.
Исте године је са репрезентацијом доживео свој највећи неуспех - 11. место на Олимпијским играма 2004. у Атини.

### Лотоматика
У лето 2005. године Бодирога се вратио у Италију, овај пут у Лотоматику, опет код Светислава Пешића. На Европском првенству 2005. у Србији и Црној Гори, Бодирога се опростио од репрезентације, након пораза 74:71 од Француске у четвртфиналу.
Лотоматика је те сезоне испала у осмини финала УЛЕБ купа, тесно изгубила у финалу Купа Италије од Наполија и завршила на шестом месту у првенству Италије. Бодирога је регуларни део сезоне завршио са просеком од 15,7 поена по утакмици.
У првом колу доигравању Лотоматика се суочила са фаворизованом Сијеном. Након пораза у првој утакмици, Виртус је победио у следеће три утакмице, а Бодирога је на свакој утакмици постизао највише поена за свој тим.
Након пораза у полуфиналу првенства Италије од Монтепаскија, Бодирога је окончао каријеру и прихватио је понуду Лотоматике да буде спортски директор у следеће три године.

### Административна каријера
Од 14. септембра 2022. постао је председник Евролиге, најквалитетнијег клупског кошаркашког такмичења у Европи. На том месту је заменио Ђордија Бартомеуа, а вршиће и функцију директора такмичења.

## Награде
- 2002: Награда Браћа Карић

## Успеси

### Клупски
- Олимпија Милано:
  - Првенство Италије (1): 1995/96.
  - Куп Италије (1): 1996.
- Реал Мадрид:
  - Куп Рајмунда Сапорте (1): 1996/97.
- Панатинаикос:
  - Евролига (2): 1999/00, 2001/02.
  - Првенство Грчке (3): 1998/99, 1999/00, 2000/01.
- Барселона:
  - Евролига (1): 2002/03.
  - Првенство Шпаније (2): 2002/03, 2003/04.
  - Куп Шпаније (1): 2003.
  - Суперкуп Шпаније (1): 2004.

### Појединачни
- Најкориснији играч Ф4 турнира Евролиге (2): 2001/02, 2002/03.
- Идеални тим Евролиге — прва постава (3): 2001/02, 2002/03, 2003/04.
- Најкориснији играч Првенства Грчке (2): 1998/99, 1999/00.
- Најкориснији играч Првенства Шпаније (1): 1997/98.
- Најкориснији играч Купа Шпаније (1): 2003.
- Најкориснији играч Суперкупа Шпаније (1): 2004.
- 50 особа које су највише допринеле Евролиги
- Идеални тим Евролиге - деценија 2001–2010